# 3-sfeer

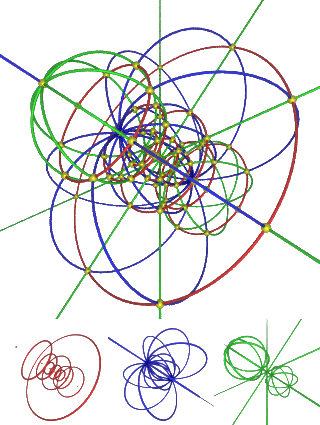
Stereografische projectie van de 3-sfeer

In de topologie, een deelgebied van de wiskunde, is een 3-sfeer een hoger-dimensionaal analogon van een boloppervlak. Een 3-sfeer bestaat uit een verzameling van punten die even ver weg liggen ten opzichte van een vast centraal punt in de 4-dimensionale euclidische ruimte. Net zoals een gewoon boloppervlak een twee-dimensionaal oppervlak is, dat in drie dimensies de begrenzing van een bol vormt, is een 3-sfeer een wiskundig object met drie dimensies dat de begrenzing vormt van een bal in vier dimensies. Een 3-sfeer is een voorbeeld van een 3-variëteit. 
Een 3-sfeer wordt ook wel een hypersfeer genoemd, hoewel hypersfeer in het algemeen gebruikt wordt om enige {\displaystyle n}-sfeer voor {\displaystyle n\leq 3} te beschrijven.